# 小澤基
小澤 基（おざわ もとき、1996年8月1日 - ）は、北海道函館市出身のハンドボール選手。日本ハンドボールリーグの大同特殊鋼所属。

## 経歴
函館大学付属有斗高校時代の2014年には第6回アジアユース選手権の日本代表U-19に選ばれた。
高校卒業後は日本大学へ進学。2015年は第6回ユース世界選手権の日本代表U-19に選出され、6月には第3回U-22東アジア選手権の日本代表に選ばれた。
2016年は第15回男子ジュニアアジア選手権の日本代表U-21に選出された。関東学生ハンドボール・春季リーグでは優秀新人賞を受賞。
2018年は第24回世界男子学生選手権大会の日本代表U-24に選ばれた。
2019年1月に日本ハンドボールリーグの大同特殊鋼へ加入。

## 詳細情報

### 年度別成績
| 年       | チーム     | 試合 | フィールド 得点 | 率   | 7m  | 合計 | 警告 | 退場 | 失格 |
| -------- | ---------- | ---- | --------------- | ---- | --- | ---- | ---- | ---- | ---- |
| 2018-19  | 大同特殊鋼 | 5    | 1/3             | .333 | 0/0 | 1/3  | 0    | 1    | 0    |
| JHL：1年 | JHL：1年   | 5    | 1/3             | .333 | 0/0 | 1/3  | 0    | 1    | 0    |

| 年              | チーム          | 試合                       | フィールド 得点 | 率   | 7m  | 合計 | 警告 | 退場 | 失格 |
| --------------- | --------------- | -------------------------- | --------------- | ---- | --- | ---- | ---- | ---- | ---- |
| 2018-19         | 大同特殊鋼      | トヨタ車体戦 (1stステージ) | 0/0             | -    | 0/0 | 0/0  | 0    | 0    | 0    |
| プレーオフ：1年 | プレーオフ：1年 | 0                          | 0/0             | .000 | 0/0 | 0/0  | 0    | 0    | 0    |

### 記録

#### JHL
- フィールドゴール初得点：2019年2月9日、対豊田合成戦（OKBぎふ清流アリーナ）[8]

#### プレーオフ
- なし

### 背番号
- 21 (2019年 - )

## 代表歴

### 日本代表U-24
- 世界学生選手権 (2018年)

### 日本代表U-22
- U-22東アジア選手権 (2015年)

### 日本代表U-21
- ジュニアアジア選手権 (2016年)

### 日本代表U-19
- ユース世界選手権 (2015年)
- ユースアジア選手権 (2014年)